# Serhiy Fesenko
Serhij Leonidovyč Fesenko (in ucraino Сергій Леонідович Фесенко?, in russo Сергей Леонидович Фесенко?, Sergej Leonidovič Fesenko; Kryvyj Rih, 29 gennaio 1959) è un ex nuotatore sovietico.

## Carriera
Nato in Ucraina, si specializzò nella farfalla e nei misti, vincendo due medaglie alle olimpiadi di Mosca 1980: l'oro nei 200m f e l'argento nei 400m misti. Vinse il primo importante titolo agli europei in Svezia nel 1977 sui 400 misti, mentre ai mondiali, tra il 1978 e il 1982, vinse due argenti (400 misti a Berlino e 200 farfalla a Guayaquil) e un bronzo (400 misti in Ecuador). Vincitore di 3 medaglie d'oro all'XI Universiade, vinse la sua ultima gara ad alto livello proprio in questa manifestazione, a Edmonton 1983, sui 200 farfalla.

## Palmarès
- Olimpiadi
  - Mosca 1980: oro nei 200m farfalla ed argento nei 400m misti.
- Mondiali
  - 1978 - Berlino: argento nei 400m misti.
  - 1978 - Guayaquil: argento nei 200 farfalla e bronzo nei 400m misti.
- Europei
  - 1977 - Jönköping: oro nei 400m misti.
  - 1981 - Spalato: oro nei 400m misti e bronzo nei 200m farfalla.
  - 1983 - Roma: argento nei 200 farfalla.